# Antología de escritoras españolas de ciencia ficción: ''Distópicas'' y ''Poshumanas''
La Antología de escritoras españolas de ciencia ficción, conformada por los volúmenes temáticos Poshumanas y Distópicas, es un proyecto iniciado por las escritoras y estudiosas del género Teresa López Pellisa y Lola Robles a propuesta de Sofía Rhei. 
La elaboración de la antología se inicia a causa de la ausencia crítica de ciertas escritoras españolas de ciencia ficción en las antologías, compendios e historias críticas publicadas sobre este género. La antología se publicó en dos libros temáticos publicados en la editorial Libros de la Ballena de la Universidad Autónoma de Madrid. En su elaboración colaboraron las antólogas, así como con algunas de las escritoras de los cuentos.
Ambos volúmenes recogen cuentos de autoras de diversas épocas: desde finales del siglo XIX hasta la actualidad. Entre los nombres más representativos se encuentran Emilia Pardo Bazán, Rosa Montero, Elia Barceló o Sofía Rhei.

## La antología
Las distopías y los viajes por el espacio son los dos grandes temas que se encuentran en los cuentos de Distópicas, mientras que en Poshumanas el uso de la ciencia y tecnología en aras de mejorar la humanidad, así como los seres híbridos, robots y androides son los principales hilos conductores.

## Distópicas
Uno de los dos volúmenes que componen la antología. En este caso se centra en los viajes por el espacio (space opera) y la distopía. Cuenta con un total de doce relatos.
| Título                   | Autora          |
| ------------------------ | --------------- |
| La crisálida             | Blanca Mart     |
| Informe de aprendizaje   | Sofía Rhei      |
| Químiums                 | Conchi Regueiro |
| Hambre                   | Cristina Jurado |
| Cuento absurdo           | Ángeles Vicente |
| La mujer de Lot          | Elia Barceló    |
| La casa de Àngel         | Rosa Fabregat   |
| Bifurcaciones            | Susana Sussmann |
| Herencia de sueños       | María Guéra     |
| Cuestión de tiempo       | Susana Vallejo  |
| Nuevo animal de compañía | Pily Barba      |
| El jardín de alabastro   | Teresa Inglés   |

## Poshumanas
El segundo volumen que compone la antología. En este caso se centra en las fronteras entre lo que es humano, los cyborgs, el transhumanismo y el poshumanismo. Cuenta con un total de doce relatos.
| Título                     | Autora             |
| -------------------------- | ------------------ |
| El error                   | Rosa Montero       |
| Casas rojas                | Nieves Delgado     |
| Hombres por correo Lohmann | Laura Fernández    |
| La vida sin cáncer         | María Zaragoza     |
| El hijo de la ciencia      | Alicia Araujo      |
| La vita e-terna            | Carme Torras       |
| Electroamor                | María Laffitte     |
| Mares que cambian          | Lola Robles        |
| La droga                   | Roser Cardús       |
| Eternidad                  | María Angulo       |
| La cabeza a componer       | Emilia Pardo Bazán |
| El pastor de naves         | Felicidad Martínez |